# منتدى إرموا
منتدى إرموا كانت جمعية مدنية إسبانية، تتألف عضويتها من مواطنين إسبان (يعيش معظمهم في بلاد الباسك). تأسست في 13 يناير 1998، وكان آخر رئيس لها ميكيل بويسا.
تقول المنظمة إن تشكيلها نتج عن مقتل ميغيل أنخيل بلانكو عضو مجلس المدينة المحافظ في إرموا في بيسكاي، على أيدي أعضاء جماعة الباسك الانفصالية إيتا. حدث هذا الاغتيال في 12 يوليو 1997، قبل عدة أشهر من تأسيس المنتدى. قبل التأسيس الرسمي للمنتدى أسفر مقتل بلانكو أيضًا عن حركة محلية تسمى «روح إرموا»، والتي كانت شعور عام بالتضامن نشأ بين العديد من السكان المحليين بعد اختطاف وموت بلانكو. يعتبر أعضاء المنظمة أن تأسيسها هو محاولة لمواصلة «روح إرموا».
تنظر المنظمة إلى أنشطتها على أنها ديمقراطية بطبيعتها وتتماشى مع الهياكل القائمة للدولة الإسبانية، على عكس ما تصفه بـ «الفاشية القومية» لآراء إيتا. على الرغم من أنهم لا ينحازون علانية إلى أي حزب سياسي، فإن أعضائه يميلون إلى الارتباط إما بالحزب المحافظ الإسباني حزب الشعب الإسباني، أو مع الاتحاد الوسطي والتقدم والديمقراطية أو أنهم محافظون مستقلون.

## الأهداف
يسرد المنتدى الأهداف التالية:
- لدعم وحماية وتعزيز الاعتراف بضحايا الإرهاب في الباسك. (تعرض بعض أعضاء المنتدى للهجوم من قبل إيتا بأنفسهم، الرئيس الأول للمنتدى فيدال دي نيكولاس محمي بواسطة حراس شخصيين).
- لمساعدة في وحدة القوى الدستورية في إقليم الباسك ضد القوميين الباسك والمستقلين.
- إدانة أعمال العنف التي تقوم بها منظمة إيتا بقوة وحزم.
- لتجنب أي مفاوضات سياسية بين منظمة إيتا أو ممثليها والحكومة، باستثناء تقديم أمر حكومي رسمي لإيتا بالاستسلام وحلها.

## النقد
منتقدو منتدى إرموا ومعظمهم من أعضاء حركة الباسك الراديكالية المؤيدة للاستقلال اتهموه بأنه واجهة للقوى السياسية الإسبانية المحافظة التي تعارض حق تقرير المصير والاستقلال والقومية في إقليم الباسك.
لفت يسار أبيرتزال الانتباه إلى العديد من جوانب ما يعتبرونه طبيعة النفاق لاستهداف المنظمة لمنظمة إيتا، والتي يعتبرونها امتدادًا لحزبها المحافظ والقومية الإسبانية. فمثلا لقد أشاروا إلى عمليات القتل التي نُفِّذت في ظل النظام الفاشي للجنرال فرانكو والتي لم يتحمل أحد مسؤوليتها، والإمبريالية الإسبانية خلال حرب العراق وفي أماكن أخرى، وهي مجموعة مكافحة الإرهاب اليمينية المتطرفة التي ترعاها الدولة. عملت في الثمانينيات بالإضافة إلى مظالم أخرى مثل الدستور الإسباني لعام 1978 الذي تمت كتابته أثناء الانتقال الإسباني إلى الديمقراطية عندما مارس الجنرالات والسياسيون في النظام السابق (يشار إليهم عمومًا باسم بونكر) ضغوطًا كبيرة على أولئك الذين قاموا بصياغة الوثيقة المساهمة في بند يحظر تقرير المصير أو الاستقلال لأي من الأمم التاريخية في أيبيريا، بما في ذلك بلاد الباسك.